# Baron Annesley
Baron Annesley ist ein erblicher britischer Adelstitel, der bislang dreimal, je einmal in der Peerage of England, der Peerage of Ireland und der Peerage of the United Kingdom verliehen wurde.

## Verleihungen und weitere Titel
In erster Verleihung wurde am 20. April 1661 der Titel Baron Annesley, of Newport Pagnel in the County of Buckingham, in der Peerage of England für Arthur Annesley, 2. Viscount Valentia, neu geschaffen, und zwar als nachgeordneter Titel zum gleichzeitig verliehenen Titel Earl of Anglesey. 1660 hatte er bereits von seinem Vater den Titel Viscount Valentia, geerbt, der 1622 in the Peerage of Ireland für diesen geschaffen worden war. Earldom und Baronie erloschen am 14. Februar 1761 beim Tod des 6. Earls, die Viscountcy Valentia fiel an seinen Verwandten Arthur Annesley als 8. Viscount.
In zweiter Verleihung wurde am 20. September 1758 der Titel Baron Annesley, of Castlewellan in the County of Down, in der Peerage of Ireland an den Unterhausabgeordneten William Annesley verliehen. Dieser war väterlicherseits ein Enkel des 1. Viscount Valentia. Am 14. November 1766 wurde er in der Peerage of Ireland auch zum Viscount Glerawly, in the County of Fermanagh, erhoben. Sein Sohn, der 2. Viscount, wurde am 17. August 1789 in der Peerage of Ireland auch zum Earl Annesley, of Castlewellan in the County of Down, erhoben. Das Earldom wurde mit dem besonderen Zusatz verliehen, dass es in Ermangelung eigener legitimer männlicher Nachkommen auch an seinen jüngeren Bruder Richard Annesley und dessen männliche legitime Nachkommen vererbbar sei. Da der 1. Earl mehrere uneheliche, aber keine legitimen Kinder hatte, beerbte ihn demnach bei seinem Tod 1686 sein Bruder als 2. Earl. Heutiger Inhaber der Titel ist Michael Annesley als 12. Earl.
In dritter Verleihung wurde am 7. Mai 1917 der Titel Baron Annesley, of Bletchington in the County of Oxford, in der Peerage of the United Kingdom für Arthur Annesley, 11. Viscount Valentia, neu geschaffen. Dieser hatte 1863 bereits den Titel Viscount Valentia geerbt. Diese Baronie Annesley erlosch beim Tod seines Sohnes, des 12. Viscounts am 6. Oktober 1949. Die Viscountcy Valentia fiel an seinen Verwandten William Annesley als 13. Viscount.

## Liste der Barone Annesley

### Barone Annesley, erste Verleihung (1661)
- Arthur Annesley, 1. Earl of Anglesey, 1. Baron Annesley (1614–1686)
- James Annesley, 2. Earl of Anglesey, 2. Baron Annesley (1645–1690)
- James Annesley, 3. Earl of Anglesey, 3. Baron Annesley (1670–1702)
- John Annesley, 4. Earl of Anglesey, 4. Baron Annesley († 1710)
- Arthur Annesley, 5. Earl of Anglesey, 5. Baron Annesley (1678–1737)
- Richard Annesley, 6. Earl of Anglesey, 6. Baron Annesley (1690–1761)

### Barone Annesley, zweite Verleihung (1758)
- William Annesley, 1. Viscount Glerawly, 1. Baron Annesley (um 1710–1770)
- Francis Annesley, 1. Earl Annesley, 2. Baron Annesley (1740–1802)
- Richard Annesley, 2. Earl Annesley, 3. Baron Annesley (1745–1824)
- William Annesley, 3. Earl Annesley, 4. Baron Annesley (1772–1838)
- William Annesley, 4. Earl Annesley, 5. Baron Annesley (1830–1874)
- Hugh Annesley, 5. Earl Annesley, 6. Baron Annesley (1831–1908)
- Francis Annesley, 6. Earl Annesley, 7. Baron Annesley (1884–1914)
- Walter Annesley, 7. Earl Annesley, 8. Baron Annesley (1861–1934)
- Beresford Annesley, 8. Earl Annesley, 9. Baron Annesley (1894–1957)
- Robert Annesley, 9. Earl Annesley, 10. Baron Annesley (1900–1979)
- Patrick Annesley, 10. Earl Annesley, 11. Baron Annesley (1924–2001)
- Philip Annesley, 11. Earl Annesley, 12. Baron Annesley (1927–2011)
- Michael Annesley, 12. Earl Annesley, 13. Baron Annesley (* 1933)

Voraussichtlicher Titelerbe (Heir apparent) ist der Sohn des aktuellen Titelinhabers Michael Annesley, Viscount Glerawly (* 1957).

### Barone Annesley, dritte Verleihung (1917)
- Arthur Annesley, 11. Viscount Valentia, 1. Baron Annesley (1843–1927)
- Caryl Annesley, 12. Viscount Valentia, 2. Baron Annesley (1883–1949)